# Stanko Todorov
Stanko Todorov Georgiev (in bulgaro  Станко Тодоров Георгиев?; Pernik, 10 dicembre 1920 – 17 dicembre 1996) è stato un politico comunista bulgaro e primo ministro della Repubblica Popolare di Bulgaria.
Todorov nacque a Pernik, in Bulgaria, non lontano dalla capitale Sofia. Prima e durante la seconda guerra mondiale, era un lavoratore; divenne in seguito interessato al comunismo e si unì al Partito Comunista Bulgaro nel 1943. Dal 1948, i comunisti presero il potere nel Paese e Todorov iniziò a salire la scala del potere. Divenne membro del Politburo nel 1961 ed ebbe numerosi incarichi di governo. Fu Primo Ministro della Bulgaria, la terza carica dello stato, dal 7 luglio 1971 al 16 giugno 1981, data dopo la quale divenne Presidente del Parlamento fino alle prime elezioni multipartitiche del 1990.
Sostenne l'ala riformista del Partito comunista durante questo periodo, mentre la pressione sulla Bulgaria e sugli altri stati dell'Europa orientale continuava a crescere. Prese parte all'espulsione di Todor Živkov dall'incarico di Segretario del Partito nel 1989, carica che Živkov reggeva da molti anni. Subito prima delle elezioni del 1990, Todorov funse da Presidente della Bulgaria provvisorio dal 6 luglio al 17 luglio 1990. Vinse un seggio parlamentare alle elezioni, ma vi rinunciò nello stesso anno per motivi di salute.